# Urciers
Urciers is een gemeente in het Franse departement Indre (regio Centre-Val de Loire) en telt 261 inwoners (1999). De plaats maakt deel uit van het arrondissement La Châtre.

## Geografie
De oppervlakte van Urciers bedraagt 19,0 km², de bevolkingsdichtheid is 13,7 inwoners per km².
De onderstaande kaart toont de ligging van Urciers met de belangrijkste infrastructuur en aangrenzende gemeenten.

## Demografie
Onderstaande figuur toont het verloop van het inwonertal (bron: INSEE-tellingen).

## Externe links

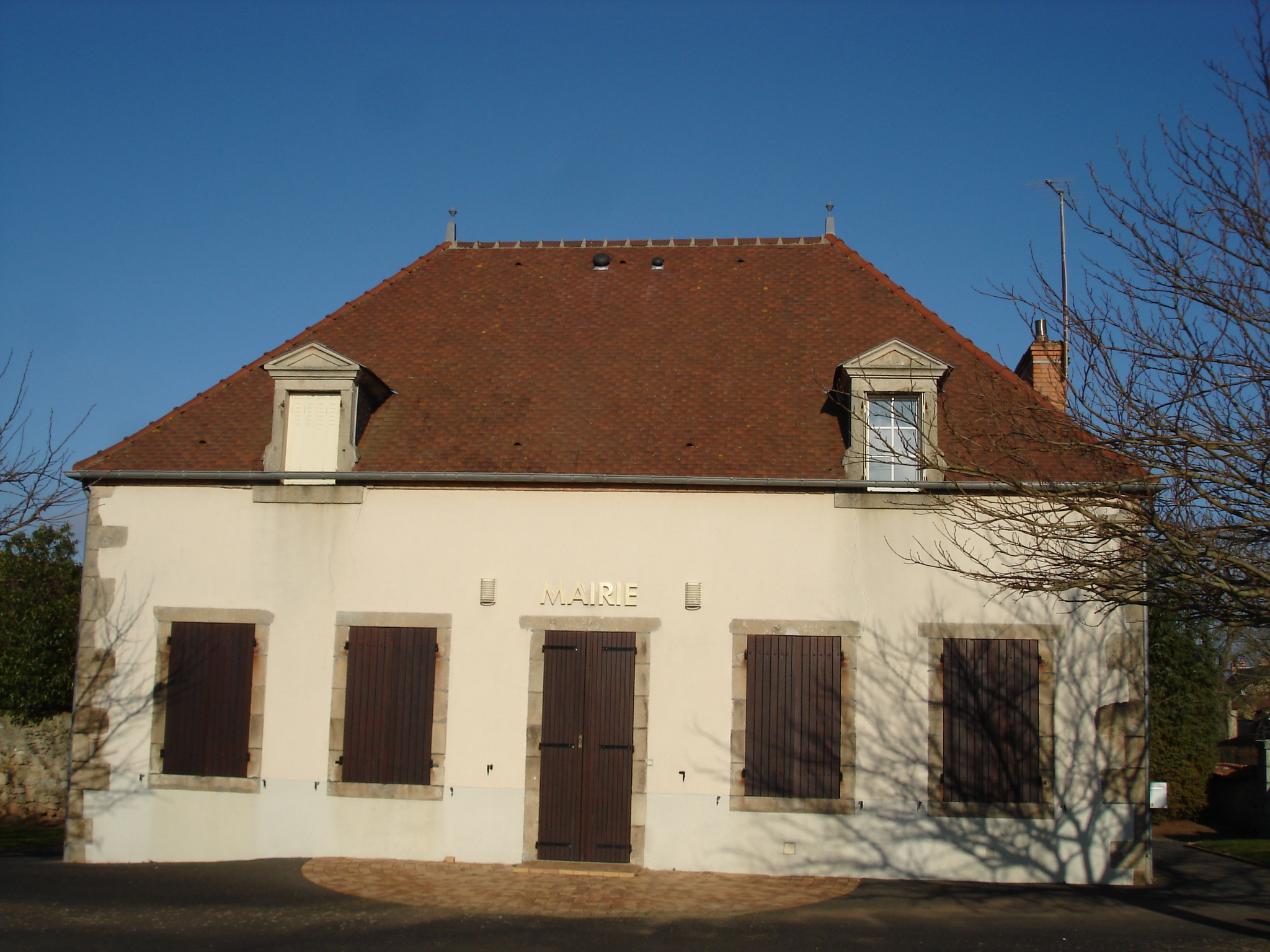
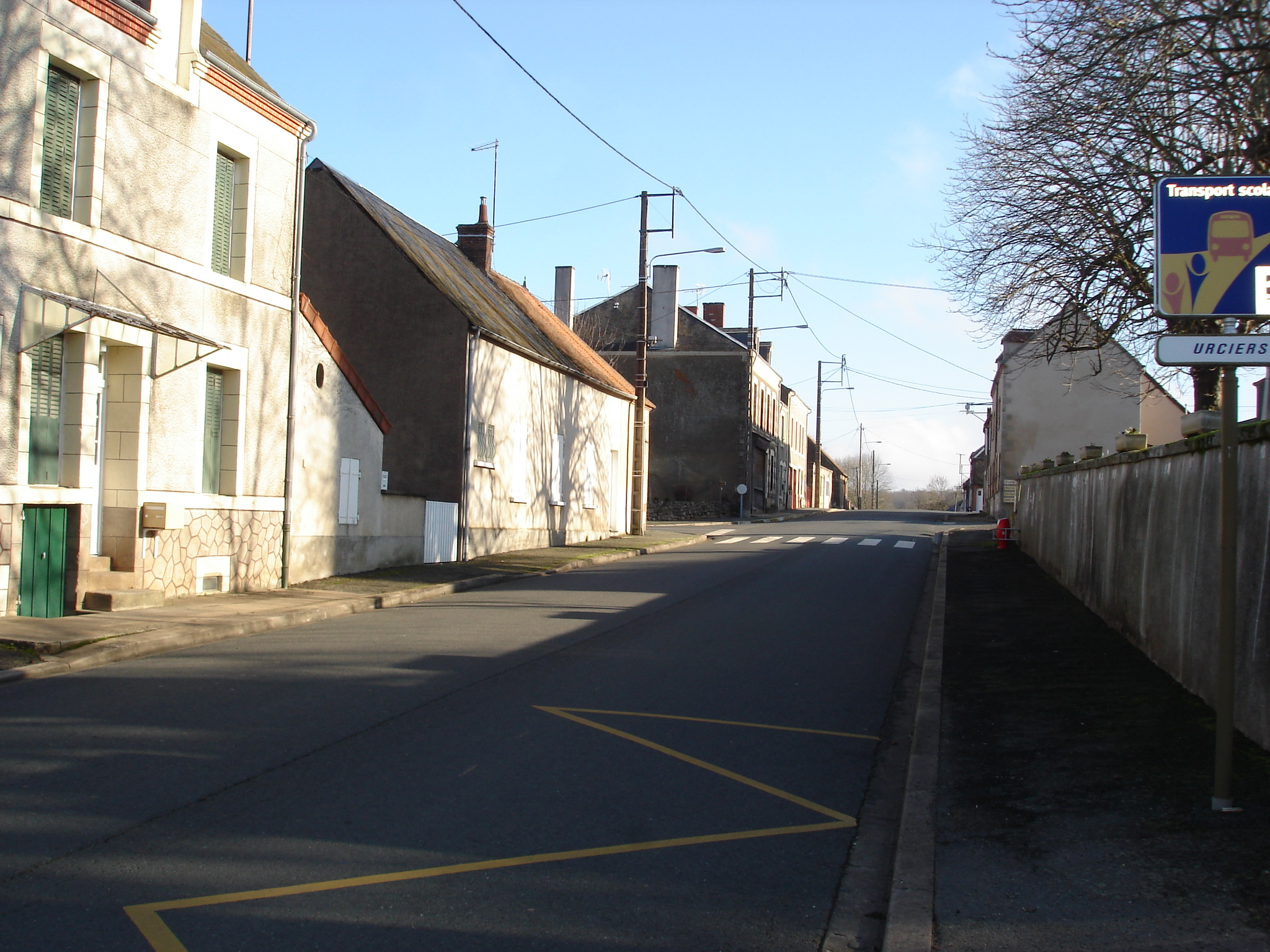
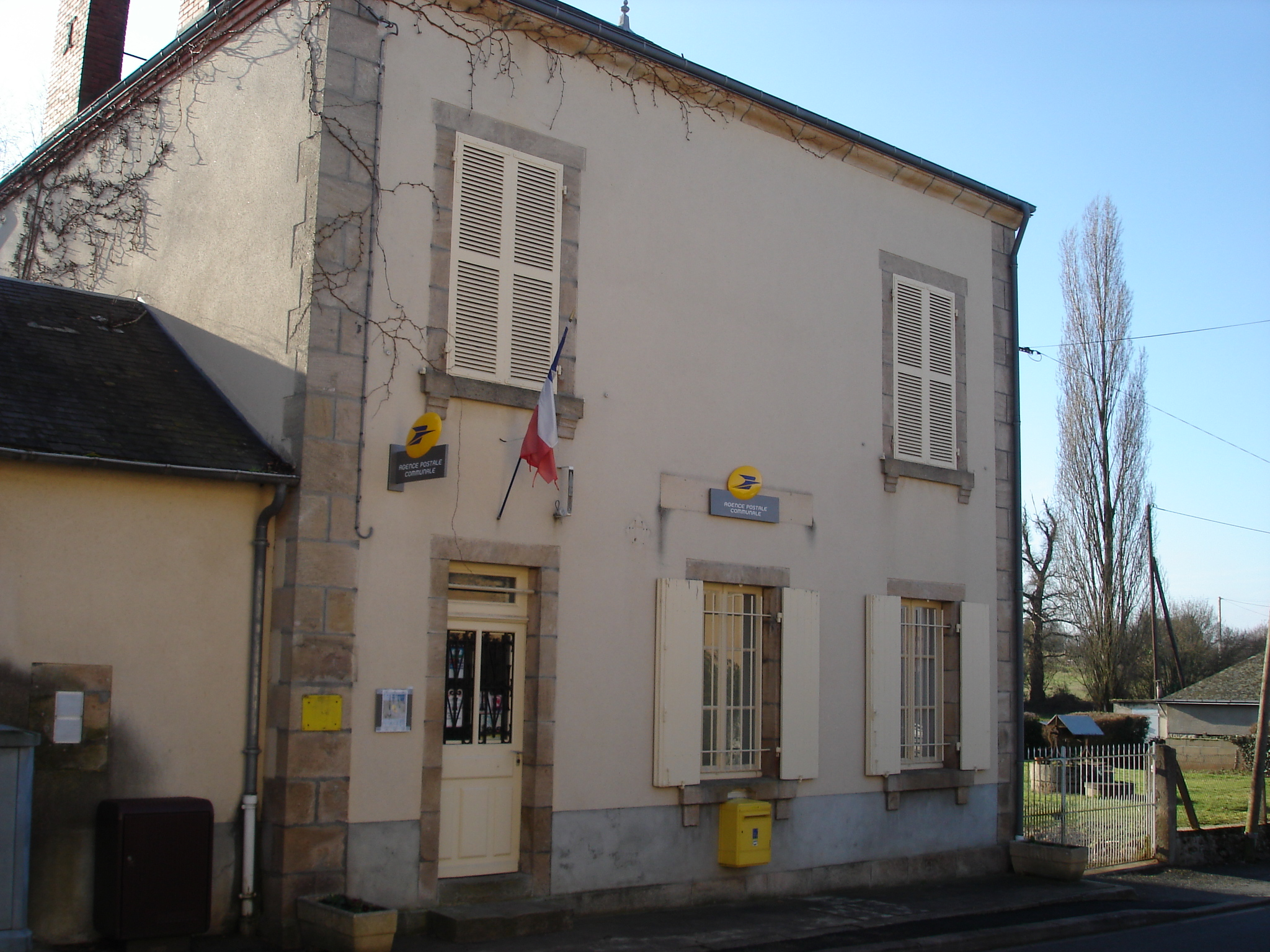
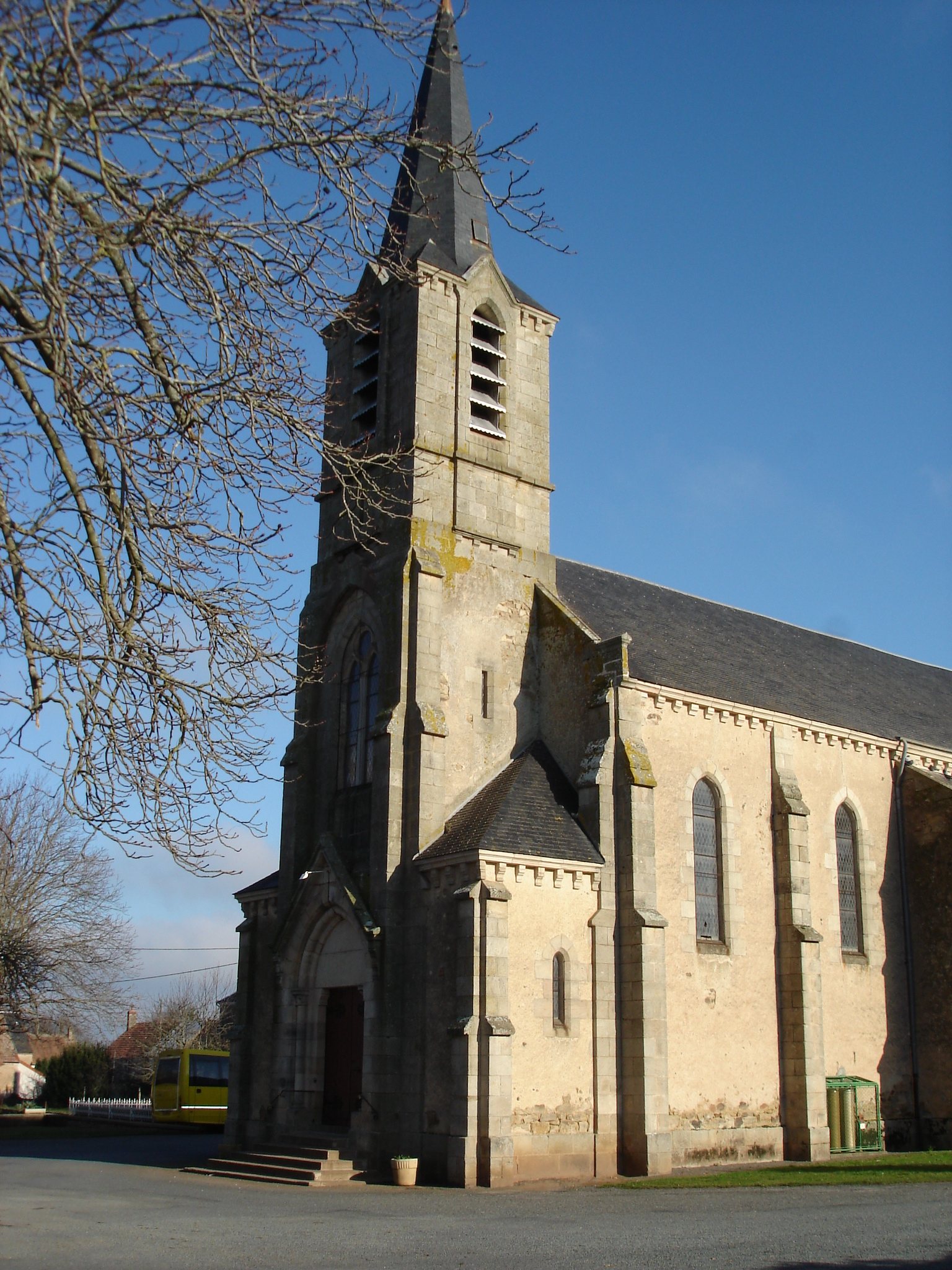